# Elit a Horthy-korszakban
Az Horthy-korszak elitje a Horthy-korszak Magyarországának elitje. Az elit többféleképpen csoportosítható: míg Gyáni Gábor csak a viriliseket (legnagyobb egyenes adózókat) vette górcső alá (nem használta az elit szót, ezt „rejtett” elitkutatásnak nevezik) és Lengyel György is csak a gazdasági befolyással bírókat azonosította az elittel, addig Tóvári Judit megkülönböztette a helyi elitet és a gazdasági elitet. Az elit fogalma tehát elemezhető regionálisan, egy-egy településre lebontva. Erre példa Szilágyi Zsolt összehasonlítása a győri és a kecskeméti helyzetről, miszerint nyugaton már a polgárosodás jelei fedezhetők fel az elit réteg tagjain, a Duna-Tisza közén viszont még erősen földhöz kötöttek voltak.
Az elit emellett szétbontható vagyoni-jövedelmi, egyházi, katonai és szellemi elitre. Ez szintén nem egyszerű feladat, hiszen a korban a pozíciók halmozása, illetve a fent említett csoportok összemosódása nem volt ritka jelenség. Erre példák azok az arisztokraták, akiknek földbirtokai a trianoni békeszerződés aláírása után az utódállamok területére estek, ezzel földönfutókká váltak. Aki emiatt nem akart kiesni az elitből, az átáramlott a politikai elitbe, úgy, mint Bethlen István, Teleki Pál, és a Bánffy és Csáky család tagjai.

## Vagyoni-jövedelmi elit
Az arisztokraták politikai súlya többek között a legitimista nézőpontjuk miatt egyre inkább csökkent. Mellettük a jövedelmi elit másik komponensét a nagypolgárság adta. A nagyvállalati tulajdonosok, bankigazgatók közé tartozott például a báró csepeli Weiss és a báró Hatvany család.
A kor vagyoni viszonyairól elmondható, hogy hatalmas szakadék tátongott a társadalom különböző csoportjai között. Miközben az alsóbb réteg tagjainak jövedelme alig érte el az átlagot, addig a felső ötezer tagjai az egy főre jutó átlag kereset akár harmincháromszorosát is magukénak tudhatták. A köztudattal ellentétben már a havi 200 pengő fixszel sem lehetett könnyen viccelni, ez igen szerény fizetésnek számított. A munkások/szakmunkások 250-330, a kereskedelmi vagy műszaki tisztviselők 250-450, a kisebb cégvezetők 750-1500, a nagyvállalatok igazgatói 2500-7500 pengő fizetést vihettek haza havonta. Az elitbe tartozáshoz minimum 25 000-30 000 ezer pengős évi jövedelem kellett, de az igazán fényűző élethez és az ebből adódó kiadások fedezésére több, mint 100 000 pengős évi jövedelemre volt szükség.

## Egyházi elit
Az egyházi elit tagjai közé soroljuk a katolikus tisztviselők közül a megyés püspököket, a címzetes püspököket, a nagyjavadalmas szerzetesrendi főnököket. A reformátusoknál a püspökök és egyházkerületi főgondnokok helyezkedtek el a hierarchia tetején. Míg az evangélikus felekezetben a püspökök, az egyetemes egyházi és iskolai felügyelő, továbbá az egyházkerületi főfelügyelők állnak az élen. Az elitbe kerülés a különböző felekezeteknél máshogy történt. A hierarchia mindegyikben jelen volt, de amíg a katolikusoknál a kinevezés joga a pápáé, addig a reformátusok választással döntöttek a kinevezési ügyekben.

## Katonai elit
Származásukat tekintve a katonai elit döntő többsége a középréteg alsó régióiban elhelyezkedő családokból érkezett. Mindössze 5 %-uk volt arisztokrata, 4%-uk paraszti származású. A sokgyermekes családokban azért küldték a gyermekeket katonai tiszti iskolába, mert ez az egy módja volt annak, hogy tisztességesen kitaníttassák mindegyiket. Habár a tiszti iskola is pénzbe került (évente 400 korona volt a tandíj), a diákok többségének (70 %) a vagyoni helyzete miatt nem kellett vagy csak a tandíj felét kellett kifizetnie (20 %). Mindössze az itt tanult 10 és 18 év közötti gyermekek 10 %-a fizetett teljesárú tandíjat.
Fontos, hogy ezen csoport tagjainak nem volt kiemelkedően magas a jövedelme. Egy korabeli, 1936-os felmérés szerint a családos főtisztek 57%-a, az egyedülállók 42%-a el volt adósodva. Összehasonlításképpen egy a Dunai Repülőgépgyártásban dolgozó esztergályos pedig ugyanannyit vihetett haza a hónap végén, mint egy százados.

## Szellemi elit
A korszak szellemi elitjét nagyon nehéz behatárolni, mivel a Corvin-lánccal kitüntetettek névsora a rendszerhez lojális értelmiségiekből áll. A Corvin-koszorúkkal díjazottak már színesebb képet mutatnak. Az irodalmi, film-, tudományos és műszaki elit folyamatos cenzúrának volt kitéve. Sok professzort nem ismertek el a modern kutatásai miatt, és a végén külföldi zászló alatt voltak kénytelenek az életpályájukat folytatni. Erre példa Szilárd Leóra és a többi magyar tudós, akik munkájukkal az amerikai atombomba elkészítését segítették. De a filmekből ismert Kabos Gyula is Amerikába menekült a zsidótörvények elől.